# Saruhi Batojan

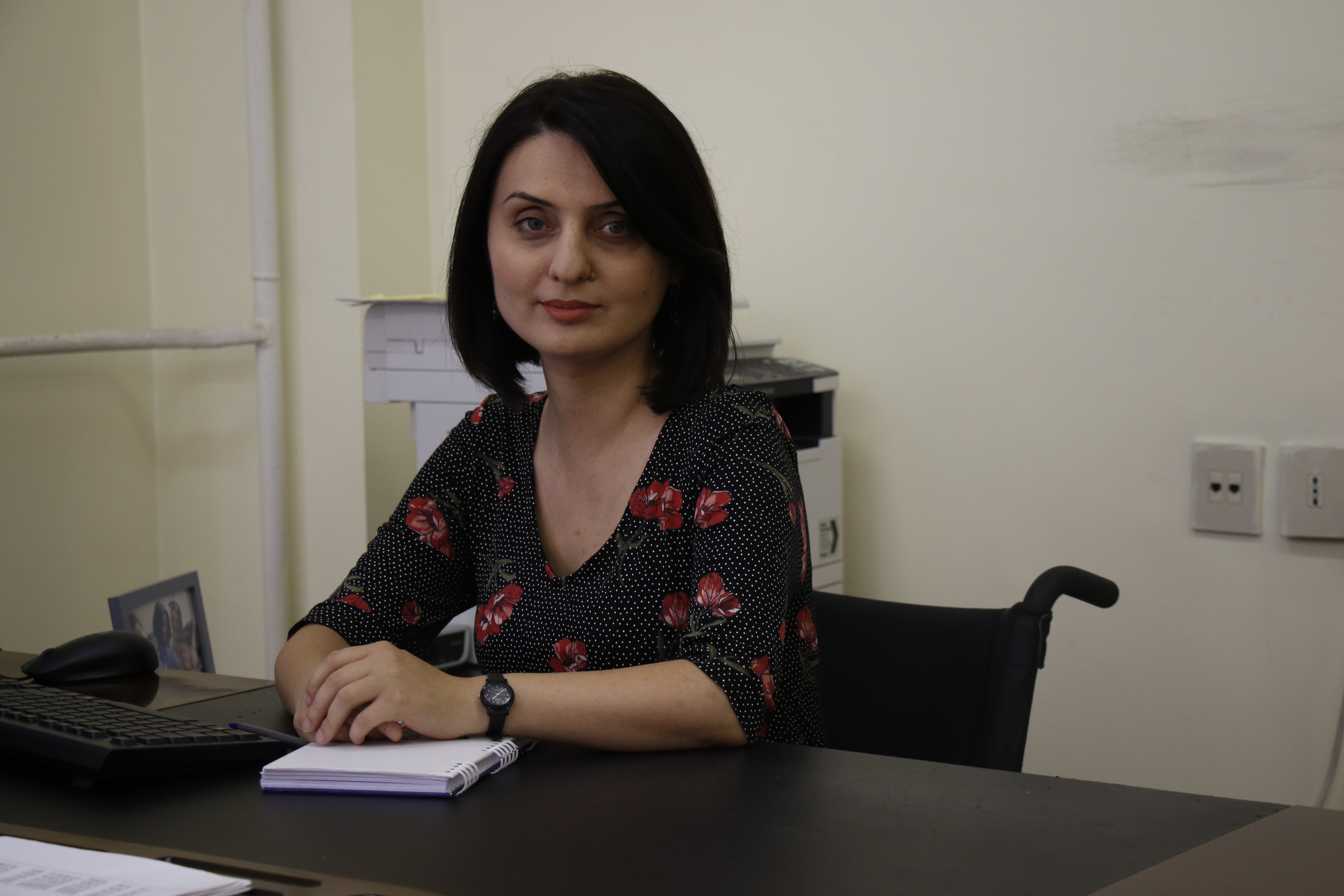
Saruhi Batojan (2018)

Saruhi Batojan (armenisch: Զարուհի Բաթոյան, geboren am 29. September 1979 in Jerewan, Armenische SSR) ist eine armenische Politikerin und Parlamentsabgeordnete der Partei Zivilvertrag. 
Sie war vom Januar 2019 bis zum 20. November 2020 Ministerin für Arbeit und Soziales im zweiten Paschinjan-Kabinett. Davor war sie u. a. als Präsidentin von Menschenrechtsorganisationen für die Rechte von Menschen mit Behinderung aktiv.

## Werdegang
Batojan besuchte die Sekundarschule Nr. 44 in Jerewan von 1987 bis 1997. Es folgte ihr Studium an der Staatlichen Universität Jerewan im Fach Journalismus von 2002 bis 2008.
Seit 1999 engagierte sie sich für die Nichtregierungsorganisation Bridge of Hope, die sich für den Schutz von Kindern mit Behinderungen einsetzt, und war als Chefredakteurin eines Kindermagazins tätig. Das Engagement für die NGO hielt bis 2017 an. Von 2012 bis 2018 war sie Direktorin des Unternehmens "Zartprint" (LLC). Parallel dazu war sie von 2014 bis 2018 Präsidentin der NGO Disability Info und von 2013 bis 2017 Präsidentin der National Alliance for the Protection of Disabled Persons (LEA).
Seit 2017 war sie im Wahlbündnis Jelk Mitglied des Stadtrates von Jerewan, bis sie nach der Samtenen Revolution im Juni 2018 zur Stellvertretenden Ministerin für Arbeit und Soziales ernannt wurde. Nachdem bei der Parlamentswahl in Armenien 2018 die Mein-Schritt-Allianz siegreich hervorging, welcher ihre Partei Zivilvertrag inzwischen angehörte, wurde Batojan am 18. Januar 2019 zur Ministerin für Arbeit und Soziales ernannt. Im Zuge einer Regierungsumbildung wurde sie am 20. November 2020 als Ministerin entlassen. Als Nachfolger wurde umgehend Mesrop Arakeljan ernannt.
Batojan trat daraufhin zur Parlamentswahl in Armenien 2021 an und ihr gelang der Einzug in die Nationalversammlung. Seitdem ist sie Mitglied des Ständigen Ausschuss für Arbeit und Soziales.

## Ehrungen und Auszeichnungen
- Universal Rights Award (2016)[1]

## Privates
Batojan ist unverheiratet und auf den Rollstuhl angewiesen.